# Zielony szlak Olsztyn-Dobrzyń
 Zielony szlak z Olsztyna do Dobrzynia jest pieszym szlakiem turystycznym prowadzącym z Olsztyna do Rezerwatu Źródła Łyny. Jego całkowita długość wynosi 49,9 km.

## Charakterystyka
Szlak rozpoczyna się przy Wysokiej Bramie w Olsztynie, skąd ulicami Obrońców Tobruku i Sikorskiego kieruje się ku południowej części miasta. Następnie zmierzając ku południowej części regionu, przebiega przez kilka warmińskich wsi i miejscowości. Po minięciu Rusi szlak trafia na granicę rezerwatu Las Warmiński. Po ok. 25 km od granic administracyjnych Olsztyna szlak opuszcza tereny Warmii i wkracza na Mazury. 15 km dalej szlak dobiega do Rezerwatu Źródła Łyny. Krótko po wejściu na jego teren szlak przecina się z żółtym szlakiem z Bujak do Orłowa. Stamtąd kieruje się ku Dobrzyniowi, gdzie jego trasa kończy się przy miejscowym dworcu PKP.

## Trasa

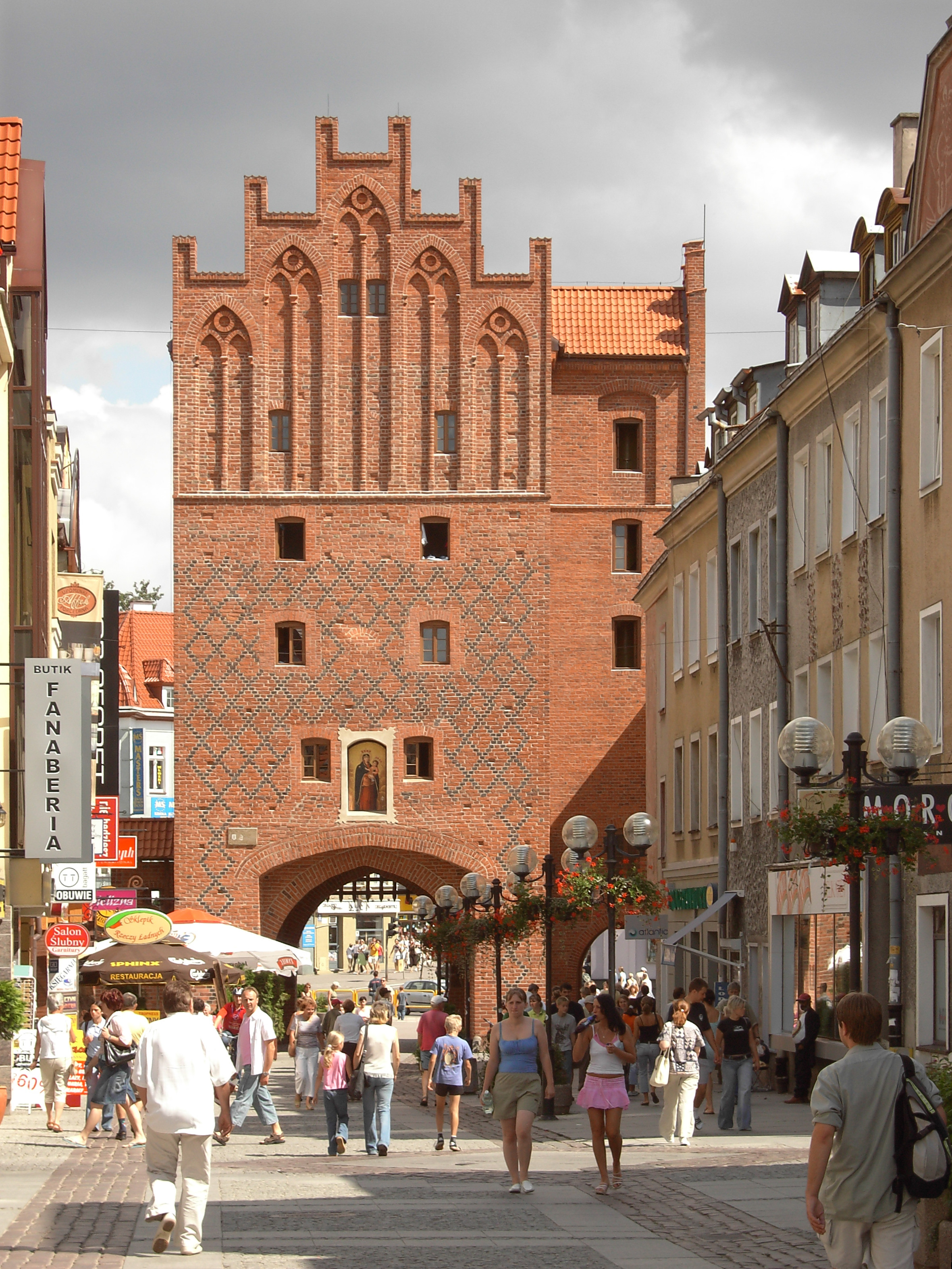
Wysoka Brama w Olsztynie

| km    | Miejsce na trasie                | km    |
| ----- | -------------------------------- | ----- |
| 0,00  | Olsztyn (Wysoka Brama)           | 49,90 |
| 2,00  | Olsztyn (Ul. Obrońców Tobruku)   | 47,90 |
| 5,00  | Olsztyn (Jaroty)                 | 44,90 |
| 8,80  | Bartążek                         | 41,10 |
| 10,80 | Kielary                          | 39,10 |
| 11,30 | Most nad rzeką Łyną              | 38,60 |
| 12,10 | Ruś                              | 37,80 |
| 13,40 | Granica rezerwatu Las Warminski  | 36,50 |
| 17,60 | Ujście Łyny z jez. Ustrych.      | 32,30 |
| 23,80 | Półwysep Lalka (Jezioro Łańskie) | 26,10 |
| 30,80 | Szosa Kurki-Dąb                  | 19,10 |
| 32,00 | Kurki                            | 17,90 |
| 35,40 | Brzeźno Łyńskie                  | 14,50 |
| 43,40 | Orłowo                           | 6,50  |
| 45,30 | Łyński Młyn                      | 4,60  |
| 45,80 | Granica rezerwatu Źródła Łyny    | 4,10  |
| 46,20 | Skrzyżowanie szlaków             | 3,70  |
| 47,90 | Łyna                             | 2,00  |
| 49,90 | Dobrzyń (stacja PKP)             | 0,00  |